# Jacques Allégret
 (août 2024).
Si vous disposez d'ouvrages ou d'articles de référence ou si vous connaissez des sites web de qualité traitant du thème abordé ici, merci de compléter l'article en donnant les références utiles à sa vérifiabilité et en les liant à la section « Notes et références ».
Pour les articles homonymes, voir Allégret.
Jacques Allégret, né le 5 août 1930 à Paris et mort dans la même ville le 14 mai 2004, est un urbaniste français.

## Biographie
Urbaniste, sociologue, programmiste et enseignant-chercheur Jacques Allégret se fait connaître en 1960 lorsqu’il fonde l’AUA (l'Atelier d'architecture et d'urbanisme) avec les architectes Jean Perrottet, Jean Tribel et Georges Loiseau et les décorateurs Jacques Berce et Valentin Fabre ; cette structure coopérative devait permettre à ces différents spécialistes, architectes, urbanistes, sociologues, géographes, juristes (...) de travailler ensemble sur les mêmes projets.
Il participe en 1969 à la création d'U.P.1, qui devient par la suite l'école d'architecture de Paris Villemin, où il enseigne jusqu'en 1995 la sociologie urbaine. Il contribue la même année à la fondation de l'Institut de l'environnement, où il anime un séminaire d'urbanisme et dirige des recherches jusqu'à sa fermeture en 1971.